# Scotopteryx nebulata
Scotopteryx nebulata là một loài bướm đêm trong họ Geometridae.